# The Devil's Messenger
Pour plus de détails, voir Fiche technique et Distribution.
The Devil's Messenger est un film à sketches fantastique américano-suédois coréalisé par Herbert L. Strock et Curt Siodmak (non crédité), sorti en 1962 et resté inédit en France.

## Synopsis
Au seuil du Purgatoire, le Diable accueille les nouveaux arrivants. Parmi ceux-là, une jeune suicidée est choisie pour lui servir de messagère auprès des vivants, dont il prend plaisir à rendre la vie "diablement" compliquée. Trois histoires bien distinctes se succèdent alors: un photographe qui voit dans un de ses clichés une femme s'approcher progressivement; un scientifique tombant sous l'emprise d'une femme préhistorique découverte congelée dans la glace; un homme hanté par un cauchemar récurrent, apprenant l'heure exacte de sa mort par les prédictions d'une diseuse de bonne aventure...

## Fiche technique
- Titre : The Devil's Messenger
- Réalisation : Herbert L. Strock et Curt Siodmak (non crédité)
- Scénario : Leo Guild, Dory Previn (non crédité) et Curt Siodmak (non crédité)
- Musique : Alfred Gwynn et Lennart Fors
- Photographie : William G. Troiano et Max Wilén
- Montage : Carl-Olov Skeppstedt et Lennart Wallén
- Production : Kenneth Hartford et Gustaf Unger
- Société de production : Herts-Lion International
- Société de distribution : Herts-Lion International (États-Unis)
- Pays :  Suède et  États-Unis
- Genre : Horreur
- Durée : 72 minutes
- Dates de sortie : 
  -  États-Unis : 24 octobre 1962 (Los Angeles)

## Distribution
- Lon Chaney Jr. : 	Satan
- Karen Kadler : Satanya
- Michael Hinn : John Radian
- John Crawford : Donald Powell
- Ralph Brown : Charlie
- Inga Botorp : Dixie
- Edward Maze : Girard
- Frank Taylor : Swen Seastrom
- Jason Lindsay : Directeur de la galerie
- Lennart Melin : Dr. Olsen
- Tor Steen : Dr. Lund
- Gunnel Broström : Dr. Hume
- Chalmers Goodlin: Bobby
- Birgitta Alm : Madame Germaine

## Commentaire
Développant un registre fantastique rappelant La Quatrième Dimension (1959-1964) de Rod Serling, le film fut lui-même monté à-partir de trois épisodes sur les treize filmés pour une série télévisée suédoise : 13 Demon Street (1959-1960), tournée en langue anglaise (mais initialement sous-titrée en suédois) et qui ne rencontra guère le succès.

## Autour du film
- Le premier des trois sketchs, The Photograph, avait été écrit et réalisé pour la télévision par Curt Siodmak, sans pourtant être crédité dans la version cinéma.
- Lon Chaney Jr., qui tient ici le rôle du Diable, avait déjà servi d'hôte pour deux épisodes de la série 13 Demon Street initialement diffusée à la télévision.
- À la suite d'une négligence concernant ses droits d'exploitation, le film est prématurément tombé dans le domaine public sur le territoire américain.